# Проект Academica (library)
Academica - это польская межбиблиотечная онлайн-система, обеспечивающая доступ к цифровым документам Национальной библиотеки Польши, которая включает как материалы, защищенные авторским правом, для зарегистрированных пользователей в избранных библиотеках в Польше, так и свободный доступ к материалам общественного достояния.
Его объем аналогичен охвату Цифровой библиотеки Национальной библиотеки Польши и обеспечивает доступ к оцифрованным периодическим изданиям, книгам, партитурам и другим библиотечным материалам по широкому кругу наук и гуманитарных наук.
Проект был разработан в сотрудничестве с Национальной библиотекой Польши, Фондом польской науки и исследований и Академической компьютерной сетью . 
Система доступна с 2014 года. По состоянию на сентябрь 2017 года в каталоге Academica указано 2,020,299 документов.

## Функциональность
Интерфейс позволяет выполнять поиск в оцифрованной версии документов, а также по ее метаданным, включая язык, ключевые слова, дату публикации и тематические категории. Он предоставляет возможность выполнять полнотекстовый поиск материалов с оптическим распознаванием текста и ограниченные возможности для логических выражений (например, можно выполнять полнотекстовый поиск для "Jan Kowalski").
Дополнительные функциональные изменения, такие как дополнительные параметры поиска, расширенные возможности распознавания текста и улучшения доступа осуществлены в  2017–2019 годы в рамках проекта OMNIS  поддерживаемого в основном за счет средств Европейского Союза.

## Ссылка
- academica.edu.pl — официальный сайт Проект Academica

## Примечание
1. ↑  Ruszył system Academica - Biblioteka Narodowa otworzyła swoje magazyny. Gazeta Wyborcza (пол.). 2014-12-18. Архивировано из оригинала 19 декабря 2016.
2. ↑  Project e-usługa OMNIS. Дата обращения: 14 октября 2020. Архивировано из оригинала 10 февраля 2018 года.